# هدى عبد الهادي
هدى عبد الهادي (1936-) هي ناشطة ومعلمة فلسطينية، بعد وفاة والدها بالأردن عادت هي وعائلتها إلى نابلس، بدأت تعليمها في معان واكملته في نابلس. شغلت منصب عضو في المجلس الوطني الفلسطيني.

## سيرتها
ولدت هدى عبد الهادي في مدينة معان الأردنية،بعد عودتها لفلسطين عملت معلمة في مخيم بلاطة عام 1954 لمدة ست سنوات وانتقلت بعدها إلى مدرسة إناث نابلس الإعدادية التابعة لوكالة الغوث. التحقت بجامعة دمشق عام 1965، لكنها اضطرت لقطع دراستها والعودة إلى اسرتها في نابلس بعد إندلاع حرب حزيران عام 1967.
عادت بعدها لتدريس بمدرسة إناث نابلس الإعدادية التابعة لوكالة الغوث، حرصت على نشر الوعي الوطني بين الطالبات واستمرت في تدريس مادة القضية الفلسطينية ضمن حصص الاجتماعيات رغم منع سلطات الاحتلال لذلك. نتيجة لنشاطها الوطني اقتحمت قوات الاحتلال منزلها وأبعدتها إلى الأردن حيث شاركت في تأسيس نواة الاتحاد العام للمعلمين الفلسطينين وتم اختيارها لتمثيله في عضوية المجلس الوطني الفلسطيني خلال دورته التاسعة التي كانت منعقدة في القاهرة.
بعد جهود حثيثة مع وكالة الغوث تمكنت من إلغاء قرار الإبعاد وعادت إلى الوطن عام 1971، حيث تم تعيينها مديرة للمرحلة الإبتدائية في مخيم بلاطة. شغلت مناصب عدة إلى جانب عملها التربوي منها أمانة سر الهيئة الإدارية لجمعية الاتحاد النسائي العربي عام 1981، كما كانت عضوًا في اللجنة التأسيسية لمنظمة المرأة العالمية للسلام والحرية، التي كان مقرها في السويد.